# Station Zabrze Makoszowy
Station Zabrze Makoszowy is een spoorwegstation in de Poolse plaats Zabrze.